# أنا-كارين اولسون
أنّا-كارين اولسون (بالسويدية: Anna-Karin Olsson)‏ هي لاعبة باندي ‏ سويدية، ولدت في 10 مايو 1967 في Kil, Värmland ‏ في السويد.

## وصلات خارجية
- أنا-كارين اولسون على موقع رابطة محترفات التنس (الإنجليزية)
- أنا-كارين اولسون على موقع الاتحاد الدولي لكرة المضرب (الإنجليزية)
- أنا-كارين اولسون على موقع خلاصة التنس.كوم (الإنجليزية)